# Eleccions presidencials de l'Equador de 2025
Les eleccions presidencials de l'Equador de 2025 es celebraren el diumenge 9 de febrer de 2025 en primera volta i diumenge 13 d'abril en segona volta electoral per escollir el president i vicepresident constitucionals de la República de l'Equador. Paral·lelament, es realitzaren les Eleccions legislatives de l'Equador de 2025.

## Antecedents
El 15 d'octubre de 2023 Daniel Noboa va guanyar la presidència a la segona volta de les eleccions anticipades per al període 2023-2025, completant així la legislatura presidencial que Guillermo Lasso deixà inconclusa activant un mecanisme constitucional anomenat «mort creuada», que atorga la facultat per convocar eleccions extraordinàries per renovar la Presidència, Vicepresidència i Assemblea Nacional, quan l'Assemblea Nacional havia iniciat oficialment un segon procediment d'impeachment contra Lasso.

## Sistema electoral
El president de l'Equador s'elegeix per sufragi universal directe, per a un mandat de cinc anys, mitjançant l'escrutini uninominal majoritari amb segona volta. Si no hi ha cap candidat que en la primera volta aconsegueixi la majoria absoluta dels vots, o al menys el 40% dels vots vàlids superant al segon per almenys un 10%, se celebra una segona volta en què només es poden presentar els dos candidats que han obtingut més vots en la primera volta.

## Candidats

### Declinats
Les següents persones van ser objecte d'especulació sobre la seva possible candidatura, però van negar públicament l'interès per presentar-se o van estar rebutjades com a precandidats.
- Bolívar Armijos Velasco, president del Consell Nacional de Governs Parroquials Rurals de l'Equador (2014–2019) i candidat presidencial de 2023.[4]
- Pedro Freile, Director de la Divisió Equatoriana del Banc Interamericà de Desenvolupament (2004–2005), candidat presidencial de 2021 (va recolzar a Topić)[5][6]
- Lucio Gutiérrez, membre de l'Assemblea Nacional (2023–present) i 43è President de l'Equador (2003–2005)[7] (va recolzar a González Náder)[8]
- Guillermo Lasso (CREO), 47è President de l'Equador (2021–2023) (va recolzar a Tabacchi)[9][10]
- Claudia Ormaza Loor (MCD), enginyer.[11][12]
- Edwin Ortega (Gente Buena), Capità retirat de l'Exèrcit de l'Equador (no va obtenir recolzament de cap partit)[13]
- Dallyana Passailaigue, membre de l'Assemblea Nacional (2017–present)[14] (candidat com a vicepresident; va recolzar a Kronfle)[15]
- Cristina Reyes, Presidenta del Parlament Andí (2023–present), membre de l'Assemblea Nacional (2013–2021), consellera municipal de Guayaquil (2009–2012)[16] (candidata com a vicepresident; va recolzar a Cueva)[17]
- Diana Salazar Méndez, Procurador General (2019–present)[18]

### Retirats
| Nom          | Naixement                                | Experiència | Província | Campanya                                                                                     | Ref           |
| ------------ | ---------------------------------------- | --- | --------- | -------------------------------------------------------------------------------------------- | ------------- |
| José Serrano | 19 novembre 1970 (54 anys) Cuenca, Azuay | President de l'Assemblea Nacional (2017–2018) Membre de l'Assemblea Nacional (2017–2021) Ministre de l'Interior (2011–2016) | Pichincha | Candidat de: Nominació del MCDAnunciat: 31 juliol 2024 Retirat: 27 agost 2024                | [ 19 ] [ 20 ] |
| Paola Pabón  | 28 gener 1978 (47 anys) Ibarra, Imbabura | Prefecte de la Província de Pichincha (2019–present) Membre de l'Assemblea Nacional (2009–2015)                             | Pichincha | Candidata de: Nominació del RCAnunciat: 6 juny 2024 Retirat: 7 agost 2024 (recolzà González) | [ 21 ] [ 22 ] |

## Primera volta
Daniel Noboa i Luisa González van obtenir un 44,17 i 44,00% de vots respectivament i van passar a la segona volta. Leonidas Iza va ser tercer amb el 5,25% i, quarta, Andrea González el 2,69%. Els altres candidats van treure menys de l'1%.

### Eliminats en primera volta
Els següents candidats van ser eliminats a la primera volta de votacions:
| Nom                   | Nom | Naixement                                    | Experiència | Província | Campanya                                                     | Ref           |
| --------------------- | --- | -------------------------------------------- | --- | --------- | ------------------------------------------------------------ | ------------- |
| Jimmy Jairala         |     | 26 setembre 1957 (67 anys) Guayaquil, Guayas | Líder del Centre Democràtic (2012–present) Prefecte de la Província del Guayas (2009–2018) Membre del Congrés Nacional (2007) | Guayas    | Nominat per: Nominació del MCDAnunciat: 31 juliol 2024       | [ 19 ] [ 22 ] |
| Jorge Escala          |     | 8 gener 1970 (55 anys) Ventanas, Los Ríos    | Membre de l'Assemblea Nacional (2009–2013)                                                                                    | Los Ríos  | Nominat per: Unitat PopularAnunciat: 18 maig 2024            | [ 26 ]        |
| Andrea González Náder |     | 1 abril 1987 (37 anys) Guayaquil, Guayas     | Activista ecologista Candidata com a vicepresidenta al 2023                                                                   | Guayas    | Nominat per: PSPAnunciat: 10 juny 2024                       | [ 27 ]        |
| Henry Kronfle         |     | 1972 (53 anys) Guayaquil, Guayas             | President de l'Assemblea Nacional (2023–present) Membre de l'Assemblea Nacional (2017–present)                                | Pichincha | Nominat per: Nominació del PSCAnunciat: 7 agost 2024         | [ 22 ]        |
| Carlos Rabascall      |     | 3 setembre 1960 (64 anys) Guayaquil, Guayas  | Empresari Candidat com a vicepresident al 2021                                                                                | Guayas    | Nominat per: Nominació d'IDAnunciat: 24 juliol 2024          | [ 28 ]        |
| Leonidas Iza          |     | 18 juny 1982 (42 anys) Latacunga, Cotopaxi   | President de la CONAIE (2021–present)                                                                                         | Cotopaxi  | Nominat per: Nominació de PachakutikAnunciat: 29 febrer 2024 | [ 29 ]        |
| Iván Saquicela        |     | 13 març 1975 (50 anys) Cuenca, Azuay         | President de la Cort de Justícia Nacional (2021–2024)                                                                         | Azuay     | Nominat per: Democràcia SíAnunciat: 13 agost 2024            | [ 30 ]        |
| Francesco Tabacchi    |     | 8 juny 1971 (53 anys) Guayaquil, Guayas      | Governador de Guayas (2023)                                                                                                   | Guayas    | Nominat per: CREOAnunciat: 17 agost 2024                     | [ 32 ] [ 33 ] |
| Henry Cucalón         |     | 8 juny 1973 (51 anys) Guayaquil, Guayas      | Ministre del Govern (2023) Membre de l'Assemblea Nacional (2013–2021)                                                         | Guayas    | Nominat per: Nominació del MC25Anunciat: 2 juliol 2024       | [ 34 ]        |

#### Candidats minoritaris
Els següents precandidats també van estar seleccionats a les primàries dels partits nacionals i eren elegibles per a la inscripció, però no van estar prou destacats per falta de cobertura o per no estar presents en una enquesta d'opinió nacional:
- Víctor Araus (Poble, Igualtat i Democràcia), ex General de la Policia Nacional de l'Equador.[35]
- Juan Iván Cueva (AMIGO), empresari.[36]
- Pedro Granja (PSE), advocat.[37]
- Eduardo Sánchez (RETO), empresari.[38]
- Luis Tillería (Avanza), empresari, membre del consell de la City of London Corporation[39][40]
- Enrique Gómez (SUMA), psicòleg.[41][42]

## Segona volta
| Nom            | Nom | Naixement                                            | Experiència | Província   | Campanya                                                                        | Ref                  |
| -------------- | --- | ---------------------------------------------------- | --- | ----------- | ------------------------------------------------------------------------------- | -------------------- |
| Luisa González |     | 22 de novembre de 1977 (47 anys) Quito, Pichincha    | Membre de l'Assemblea Nacional (2021–2023) Secretària d'Administració Pública (2017) Candidata presidencial 2023 | Manabí      | Nominada de: Revolució CiutadanaAnunciat: 29 febrer 2024 Nominat: 10 agost 2024 | [ 29 ] [ 43 ]        |
| Daniel Noboa   |     | 30 de novembre de 1987 (37 anys) Miami, Florida, EUA | 48è President de l'Equador (2023–present) Membre de l'Assemblea Nacional (2021–2023)                             | Santa Elena | Nominat de: ADNAnunciat: 23 maig 2024                                           | [ 29 ] [ 44 ] [ 45 ] |

## Resultats
| Candidats               | Candidats                           | Partits                 | 1a volta   | 1a volta    | 2a volta   | 2a volta    |
| Candidats               | Candidats                           | Partits                 | Vots       | %           | Vots       | %           |
| ----------------------- | ----------------------------------- | ----------------------- | ---------- | ----------- | ---------- | ----------- |
|                         | Daniel Noboa María José Pinto       | ADN                     | 4.527.428  | 44,16 / 100 | 5.870.618  | 55,63 / 100 |
|                         | Luisa González Diego Borja          | Revolució Ciutadana     | 4.507.672  | 43,98 / 100 | 4.683.260  | 44,37 / 100 |
|                         | Leonidas Iza Katiuska Molina        | MUPP-NP                 | 538,444    | 5,25 / 100  |            |             |
|                         | Andrea González Galo Moncayo        | PSP                     | 275,704    | 2,69 / 100  |            |             |
|                         | Henry Kronfle Dallyana Passailaigue | PSC                     | 73,722     | 0,72 / 100  |            |             |
|                         | Pedro Granja Verónica Silva         | PSE                     | 53,945     | 0,53 / 100  |            |             |
|                         | Jorge Escala Pacha Terán            | Unitat Popular          | 40,495     | 0,39 / 100  |            |             |
|                         | Jimmy Jairala Lucía Vallecilla      | MCD                     | 40,562     | 0,39 / 100  |            |             |
|                         | Henry Cucalón Carla Larrea          | MC25                    | 37,307     | 0,36 / 100  |            |             |
|                         | Luis Felipe Tillería Karla Rosero   | AVANZA                  | 33,240     | 0,32 / 100  |            |             |
|                         | Francesco Tabacchi Blanca Sacancela | CREO                    | 26,766     | 0,26 / 100  |            |             |
|                         | Víctor Araus Cristina Carrera       | PID                     | 25,245     | 0,25 / 100  |            |             |
|                         | Carlos Rabascall Alejandra Rivas    | ID                      | 22,269     | 0,22 / 100  |            |             |
|                         | Enrique Gómez Inés Díaz             | SUMA                    | 18,812     | 0,18 / 100  |            |             |
|                         | Juan Cueva Cristina Reyes           | AMIGO                   | 17,547     | 0,17 / 100  |            |             |
|                         | Iván Saquicela María Coello         | Democràcia Sí           | 11,984     | 0,12 / 100  |            |             |
|                         |                                     |                         |            |             |            |             |
| Vots vàlids             | Vots vàlids                         | Vots vàlids             | 10.251.142 | 91.04       | 10.553.878 |             |
| Vots nuls               | Vots nuls                           | Vots nuls               | 765,666    | 6.80        | 763 180    |             |
| Abstenció               | Abstenció                           | Abstenció               | 243,592    | 2.16        |            |             |
| Total                   | Total                               | Total                   | 11,260,400 | 100.00      | 11.394.247 | 100         |
| Inscrits / participació | Inscrits / participació             | Inscrits / participació | 13,732,194 | 82.00       |            |             |

## Victòria de Daniel Noboa
El 13 d'abril de 2025 Daniel Noboa va guanyar la presidència a la segona volta de les eleccions amb el 56% dels vots, mentre Luisa González va obtenir el 44% dels vots.